# Sidi Tifour
Sidi Tifour là một đô thị thuộc tỉnh El Bayadh, Algérie. Dân số thời điểm năm 2002 là 2.93 người.